# Międzynarodowy Komitet Ochrony Dziedzictwa Przemysłowego
Międzynarodowy Komitet Ochrony Dziedzictwa Przemysłowego (ang. The International Committee for the Conservation of the Industrial Heritage, TICCIH) – niezależna, międzynarodowa organizacja pozarządowa zajmująca się ochroną, badaniem oraz interpretowaniem dziedzictwa przemysłowego m.in. poprzez szerzenie wiedzy o dziedzictwie techniki oraz ochronę dziedzictwa przemysłowego. TICCIH stawia sobie za cel wzmacnianie współpracy na rzecz ochrony, konserwacji, badań i dokumentacji dziedzictwa przemysłowego, prowadzenie kształcenia, a także ożywianie wymiany naukowej i technicznej. Organizacja skupia konserwatorów zabytków, wykładowców akademickich, inżynierów, pracodawców i właścicieli zabytków.
Powstała w 1973 r. po Pierwszej Międzynarodowej Konferencji Ochrony Dziedzictwa Przemysłowego, a od 2000 r. jest organizacją doradczą UNESCO w zakresie dziedzictwa przemysłowego.
Polska Grupa Narodowa TICCIH powstała w 1999 r. i popularyzuje doświadczenia światowej organizacji i realizuje własne inicjatywy.